# HD 114613
HD 114613 är en ensam stjärna belägen i den norra delen av stjärnbilden Kentauren. Den har en skenbar magnitud av ca 4,85 och är svagt synlig för blotta ögat där ljusföroreningar ej förekommer. Baserat på parallaxmätning inom Hipparcosuppdraget på ca 48,4 mas, beräknas den befinna sig på ett avstånd på ca 67 ljusår (ca 21 parsek) från solen. Den rör sig närmare solen med en heliocentrisk radialhastighet på ca -11 km/s.

## Egenskaper
HD 114613 är en gul till vit underjättestjärna av spektralklass G4 IV. Den har en massa som är ca 1,3 solmassor, en radie som är ca 2 solradier och har ca 4 gånger solens utstrålning av energi från dess fotosfär vid en effektiv temperatur av ca 5 700 K.
HD 114613 har en magnetisk cykel med en period på 897 ± 61 dygn, ungefär fyra och en halv gånger kortare än solens magnetiska cykel och en av de kortaste magnetiska cyklerna som är kända.
HD 114613 var ett av de 37 målen för den första planetsökningen baserad på radiell hastighet på södra halvklotet, ESO-CES-undersökningen, som pågick mellan 1992 och 1998. Denna undersökning upptäckte inte någon följeslagare med flera jupitermassor ut till några AE. En utvidgning av denna undersökning till HARPS-spektrografen gav ytterligare begränsningar, vilket tyder på att det inte finns några exoplaneter i Jupiters storlek ut till ca 5 AE.

## Planetsystem
Wittenmyer et al. (2014) fann att HD 114613 visar en måttlig amplitudvariation i sin radiella hastighet med en period av 10,5 år, vilket tyder på en följeslagare med lång omloppsperiod. Den radiella hastighetens halvamputitud av 5,5 m/s kan kopplas till en planet med en minimal massa av omkring en halv jupitermassa. Planeten har en medelstor excentricitet på 0,25, vilket betyder att den kan betraktas som en Jupiteranalog.
| Planet | Massa          | Halv storaxel (AE) | Siderisk omloppstid (d) | Excentricitet | Inklination | Radie |
| ------ | -------------- | ------------------ | ----------------------- | ------------- | ----------- | ----- |
| b      | ≥0,48 ± 0,04MJ | 5,16 ± 0,13        | 3 827 ± 105             | 0,25 ± 0,08   | -           | -     |